# Stellaria koelzii
Stellaria koelzii är en nejlikväxtart som beskrevs av K. H. Rechinger. Stellaria koelzii ingår i släktet stjärnblommor, och familjen nejlikväxter. Inga underarter finns listade i Catalogue of Life.